# Альто-Био-Био
Альто-Био-Био — национальный лесной заповедник Чили. Расположен на юге Анд, вместе с национальным парком Конгильио образует биосферный резерват Араукарьяс.

## Физико-географическая характеристика
Заповедник находится в регионе Араукания на территории провинции Мальеко, занимая почти полностью коммуну Лонкимай и восточную часть коммуны Куракаутин, к югу от центра страны. Он расположен в южной части вулканических Анд. Площадь заповедника составляет 330,50 км². По данным protectedplanet — 335,25 км².
Заповедник включает озёра Galletue and Icalma, истоки рек бассейна Био-Био, Cautin, часть бассейна Империал-Ривер.

## Флора и фауна
Основными видами растений заповедника являются араукария (Araucaria Araucana) и карликовый нотофагус (Nothofagus pumilio). Национальный заповедник призван охранять естественные леса в регионе. В степях Альто-Био-Био произрастают также бамбуковые, которые не встречаются нигде более в Чили.

## Взаимодействие с человеком
Заповедник был основан в 1912 году. С 1983 года в составе биосферного резервата Араукариас входит во всемирную сеть биосферных резерватов.